# Potros ITSON de Obregón
Para el equipo de fútbol americano, véase Potros ITSON (fútbol americano).
Los Potros ITSON de Obregón es un equipo que participó en la Liga Nacional de Baloncesto Profesional y que actualmente participa en el CIBAPAC con sede en Ciudad Obregón, Sonora, México.

## Historia
Los Potros ITSON de Obregón debutan en el año 2008 en la LNBP.

## Jugadores

### Roster actual
HARRIS GONZÁLEZ / FRANCO	0	1.83 m	1 - 2	MEXICANO
CARRILLO GARCÍA/ HUGO ALEJANDRO	4	2.02 m	5	MEXICANO
RIVERA VALENZUELA / ROLANDO	5	1.83 m	1 - 2	MEXICANO
DURAZO REYNOSO / ROBERTO	7	1.96 m	3	MEXICANO
BENÍTEZ GONZÁLEZ / JESÚS RAMSES	9	2.10 m	3 - 4	MEXICANO
GUZMÁN HERNAIZ / ANSEL MIGUEL	10	1.72 m	1	LATINO
VALENZUELA VEGA / MARCO FABIO	13	1.87 m	1 - 2	MEXICANO
ESTEVA HERNÁNDEZ / JUAN MANUEL	17	1.97 m	3 - 4	MEXICANO
ORTEGA PÉREZ / GILDARDO	 20	1.93 m 2 - 3 MEXICANO
BERGHOEFER / DAVID BRADY	27	2.09 m	4 - 5	EXTRANJERO
PÉREZ TEJEDA / RAFAEL ALBERTO	28	1.91 m	2 - 3	LATINO
ANGOUNOU / SALOMON SERGE	45	2.01 m	3 - 4	EXTRANJERO

### Jugadores destacados
- José "Joe" Valdez
- Rolando Rivera
- Jorge "Homie" Salcedo
- Randy Kelly
- Marco "Tripita" Valenzuela